# Miss USA 2008
Miss USA 2008, la 57.ª edición del certamen de belleza de Miss USA, fue celebrado en Las Vegas, Nevada el 11 de abril de 2008.  En la noche final de la competencia, Crystle Stewart, Miss Texas USA, fue coronada como la ganadora de Miss USA 2008, por Rachel Smith de Tennessee.  Crystle representó a los Estados Unidos en el certamen de Miss Universo 2008 celebrado en Vietnam, quedando en octavo lugar al caerse al piso al igual que Rachel Smith en Miss Universo 2007.  Esta es la primera vez en la historia de Miss USA que dos mujeres de ascendencia afroamericana es coronada consecutivamente.
El certamen fue celebrado en el Theatre for the Performing Arts, un teatro con capacidad para 7,000 asientos localizado en el Planet Hollywood Resort and Casino.  El teatro también fue la sede de los certámenes de Miss Universo 1991, 1996 Miss America 2006-2008.  Esta es la primera vez que Miss USA fue celebrado en Nevada, y por primera vez que el certamen es transmitido en Alta Definición.
El dúo de hermanos Donny y Marie Osmond condujeron el programa en vivo por primera vez, y Finger Eleven realizó su sencillo Paralyzer. La canción Umbrella de Rihanna durante la competencia de traje de noche.
Durante el show final show el 11 de abril, las quince delegadas con los altos promedios de la competencia preliminar fueron anunciados. El top quince compitió en traje de baño y las delegadas del top diez compitieron en traje de noche. Las delegadas del top cinco fueron escogidas de las puntuaciones de traje de noche (sin incluir el promedio de traje de baño) y compitieron en las preguntas finales para determinar a la ganadora. Las puntuaciones fueron mostradas en la pantalla de televisión después de cada ronda, hecho que no se hacía desde 2002.

## Selección de las candidatas
Un delegado de cada estado y el Distrito de Columbia fueron escogidos en los certámenes estatales celebrados desde junio de 2007 a enero de 2008.

## Resultados

### Clasificaciones

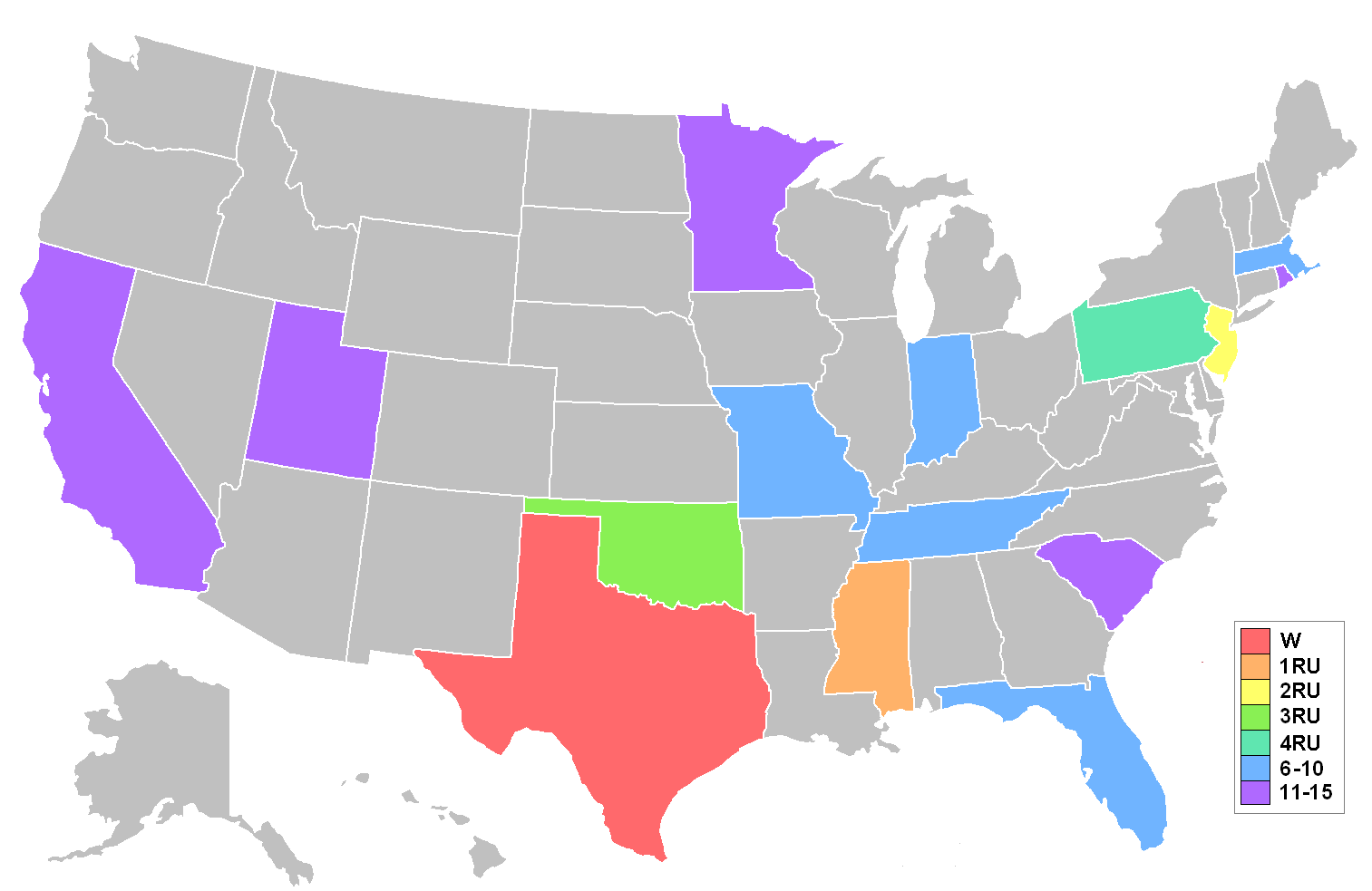
Mapa mostrando a las clasificadas por estado.

| Resultados finales | Candidata |
| ------------------ | --- |
| Miss USA 2008      | - Texas - Crystle Stewart |
| 1.ª finalista      | - Misisipi - Leah Laviano |
| 2.ª finalista      | - Nueva Jersey - Tiffany Andrade |
| 3.ª finalista      | - Oklahoma - Lindsey Jo Harrington |
| 4.ª finalista      | - Pensilvania - Lauren Merola |
| Top 10             | - Florida - Jessica Rafalowski - Massachusetts - Jackie Bruno - Tennessee - Hailey Brown - Misuri - Candice Crawford - Indiana - Brittany Mason |
| Top 15             | - Utah - Julia Bachison - Minnesota - Kaylee Unverzagt - Carolina del Sur - Jamie Hill - Rhode Island - Amy Diaz - California - Raquel Beezley  |

### Premios especiales
- Miss Simpatía:  Monica Day (Ohio)
- Miss Fotogénica:  Courtney Carroll (Alaska)

### Puntuación final
| \| Estado \| Traje de baño \| Traje de noche \| \| ---------------- \| ------------- \| -------------- \| \| Texas \| 9.178 (3) \| 9.169 (2) \| \| Mississippi \| 8.522 (9) \| 8.953 (5) \| \| Nueva Jersey \| 8.531 (8) \| 8.991 (4) \| \| Oklahoma \| 9.474 (1) \| 9.318 (1) \| \| Pennsylvania \| 9.183 (2) \| 9.089 (3) \| \| Missouri \| 8.977 (4) \| 8.622 (6) \| \| Indiana \| 8.478 (10) \| 8.578 (7) \| \| Florida \| 8.567 (7) \| 8.500 (8) \| \| Tennessee \| 8.687 (6) \| 8.460 (9) \| \| Massachusetts \| 8.954 (5) \| 8.439 (10) \| \| Carolina del Sur \| 8.476 (11) \| \| \| California \| 8.289 (12) \| \| \| Utah \| 7.984 (13) \| \| \| Rhode Island \| 7.972 (14) \| \| \| Minnesota \| 7.938 (15) \| \| | Ganadora Primera finalista Segunda finalista Tercera finalista Cuarta finalista Top 10 Top 15 (#) Ranking en cada ronda de la competencia |                |
| Estado | Traje de baño | Traje de noche |
| Texas | 9.178 (3) | 9.169 (2)      |
| Mississippi | 8.522 (9) | 8.953 (5)      |
| Nueva Jersey | 8.531 (8) | 8.991 (4)      |
| Oklahoma | 9.474 (1) | 9.318 (1)      |
| Pennsylvania | 9.183 (2) | 9.089 (3)      |
| Missouri | 8.977 (4) | 8.622 (6)      |
| Indiana | 8.478 (10) | 8.578 (7)      |
| Florida | 8.567 (7) | 8.500 (8)      |
| Tennessee | 8.687 (6) | 8.460 (9)      |
| Massachusetts | 8.954 (5) | 8.439 (10)     |
| Carolina del Sur | 8.476 (11) |                |
| California | 8.289 (12) |                |
| Utah | 7.984 (13) |                |
| Rhode Island | 7.972 (14) |                |
| Minnesota | 7.938 (15) |                |

## Delegadas
Las delegadas de Miss USA 2008 fueron:
| Estado               | Nombre                  | Ciudad natal         | Edad1 | Altura | Clasificación | Premios         | Notas |
| -------------------- | ----------------------- | -------------------- | ----- | ------ | ------------- | --------------- | --- |
| Alabama              | Keisha Walding          | Dothan, AL           | 24    | 5'10"  |               |                 | |
| Alaska               | Courtney Carroll        | Fairbanks, AK        | 25    | 5'7"   |               | Miss Fotogénica | |
| Arizona              | Kimberly Joiner         | Gilbert, AZ          | 22    | 5'8"   |               |                 | |
| Arkansas             | Rachel Howells          | Alma, AR             | 21    | 5'10"  |               |                 | |
| California           | Raquel Beezley          | Barstow, CA          | 21    | 5'8"   | Top 15        |                 | |
| Colorado             | Beckie Hughes           | Grand Junction, CO   | 21    | 5'9    |               |                 | |
| Connecticut          | Jacqueline Honulik      | Fairfield, CT        | 21    | 5'8"   |               |                 | |
| Delaware             | Vincenza Carrieri-Russo | Newark, DE           | 23    | 5'7"   |               |                 | |
| Distrito de Columbia | Chelsey Rodgers         | Washington D. C.     | 24    | 5'8"   |               |                 | |
| Florida              | Jessica Rafalowski      | DeLand, FL           | 22    | 5'10"  | Top 10        |                 | |
| Georgia              | Amanda Kozak            | Warner Robins, GA    | 23    | 5'10"  |               |                 | Anteriormente Miss Georgia 2007; 2.ª finalista en Miss America 2007                                                                 |
| Hawái                | Jonelle Layfield        | Kane'ohe, HI         | 23    | 5'10"  |               |                 | Hermana de Ashley Layfield, Miss Hawaii 2007                                                                                        |
| Idaho                | Tracey Brown            | Post Falls, ID       | 21    | 5'9    |               |                 | Anteriormente Miss Idaho 2005 |
| Illinois             | Shanon Lersch           | Chicago, IL          | 25    | 5'10"  |               |                 | |
| Indiana              | Brittany Mason          | Anderson, IN         | 21    | 5'10"  | Top 10        |                 | |
| Iowa                 | Abbey Curran            | Davenport, IA        | 20    | 5'5"   |               |                 | |
| Kansas               | Michelle Gillespie      | Mission Hills, KS    | 22    | 5'11"  |               |                 | |
| Kentucky             | Alysha Harris           | Lexington, KY        | 20    | 5'4"   |               |                 | |
| Louisiana            | Michelle Berthelot      | Hammond, LA          | 24    | 5'6"   |               |                 | |
| Maine                | Kaetlin Parent          | Van Buren, ME        | 20    | 5'8"   |               |                 | Anteriormente Miss Maine Teen USA 2005                                                                                              |
| Maryland             | Casandra Tressler       | Damascus, MD         | 22    | 5'9    |               |                 | |
| Massachusetts        | Jacqueline Bruno        | Assonet, MA          | 23    | 5'10"  | Top 10        |                 | Anteriormente Miss Massachusetts Teen USA 2003; 3.ª finalista en Miss Teen USA 2003                                                 |
| Michigan             | Elisabeth Crawford      | Canton, MI           | 25    | 5'8"   |               |                 | |
| Minnesota            | Kaylee Unverzagt        | Eagan, MN            | 20    | 5'10"  | Top 15        |                 | |
| Mississippi          | Leah Laviano            | Ellisville, MS       | 20    | 5'4"   | 1.ª finalista |                 | |
| Missouri             | Candice Crawford        | Columbia, MO         | 21    | 5'8"   | Top 10        |                 | |
| Montana              | Tori Wanty              | Shelby, MT           | 21    | 5'4"   |               |                 | |
| Nebraska             | Micaela Johnson         | Omaha, NE            | 23    | 5'5"   |               |                 | |
| Nevada               | Veronica Grabowski      | Henderson, NV        | 23    | 5'6"   |               |                 | |
| New Hampshire        | Breanne Silvi           | Nashua, NH           | 24    | 5'4"   |               |                 | |
| New Jersey           | Tiffany Andrade         | Linden, NJ           | 22    | 5'5"   | 2.ª finalista |                 | |
| Nuevo México         | Raelene Aguilar         | Sunland Park, NM     | 26    | 5'8"   |               |                 | Anteriormente Miss New Mexico Teen USA 2000                                                                                         |
| Nueva York           | Danielle Roundtree      | Nueva York, NY       | 20    | 5'11"  |               |                 | |
| Carolina del Norte   | Andrea Duke             | Saluda, NC           | 26    | 5'11"  |               |                 | |
| Dakota del Norte     | Stephanie Tollefson     | Bismarck, ND         | 21    | 5'8"   |               |                 | |
| Ohio                 | Monica Day              | Columbus, OH         | 25    | 5'9    |               | Miss Simpatía   | |
| Oklahoma             | Lindsey Jo Harrington   | Frederick, OK        | 22    | 5'10"  | 3.ª finalista |                 | |
| Oregon               | Mary Horch              | Corvallis, OR        | 24    | 5'7"   |               |                 | |
| Pennsylvania         | LauRen Merola           | Pittsburgh, PA       | 23    | 5'8"   | 4.ª finalista |                 | |
| Rhode Island         | Amy Diaz                | North Providence, RI | 23    | 5'6"   | Top 15        |                 | Anteriormente Miss Rhode Island Teen USA 2001                                                                                       |
| Carolina del Sur     | Jamie Hill              | Columbia, SC         | 24    | 5'6"   | Top 15        |                 | Candidata en The Amazing Race 10 |
| Dakota del Sur       | Charlie Buhler          | Mitchell, SD         | 20    | 5'5"   |               |                 | |
| Tennessee            | Hailey Brown            | Franklin, TN         | 25    | 5'9    | Top 10        |                 | |
| Texas                | Crystle Stewart         | Houston, TX          | 26    | 5'9    | Ganadora      |                 | |
| Utah                 | Julia Bachison          | North Ogden, UT      | 24    | 5'7"   | Top 15        |                 | Anteriormente Miss Utah 2005 |
| Vermont              | Kim Tantlinger          | Burlington, VT       | 22    | 5'7"   |               |                 | |
| Virginia             | Tori Hall               | Midlothian, VA       | 21    | 5'8"   |               |                 | Anteriormente Miss Virginia Teen USA 2005, top 10 en Miss Teen USA 2005; candidata en Road Rules: Viewer's Revenge y The Gauntlet 3 |
| Washington           | Michelle Font           | Renton, WA           | 26    | 5'7"   |               |                 | |
| Virginia Occidental  | Skylene Montgomery      | Parkersburg, WV      | 23    | 5'7"   |               |                 | |
| Wisconsin            | Michelyn Butler         | Madison, WI          | 25    | 5'8"   |               |                 | |
| Wyoming              | Cassie Shore            | Casper, WY           | 22    | 5'5"   |               |                 | |

1 Edad a abril de 2008

### Galería de las candidatas

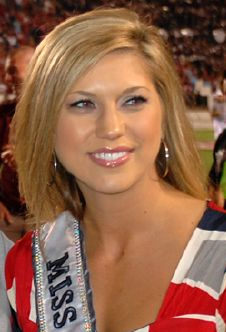
Keisha Walding Miss Alabama USA 2008
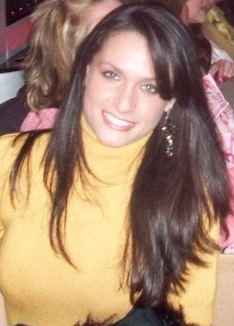
Vincenza Carrieri-Russo Miss Delaware USA 2008
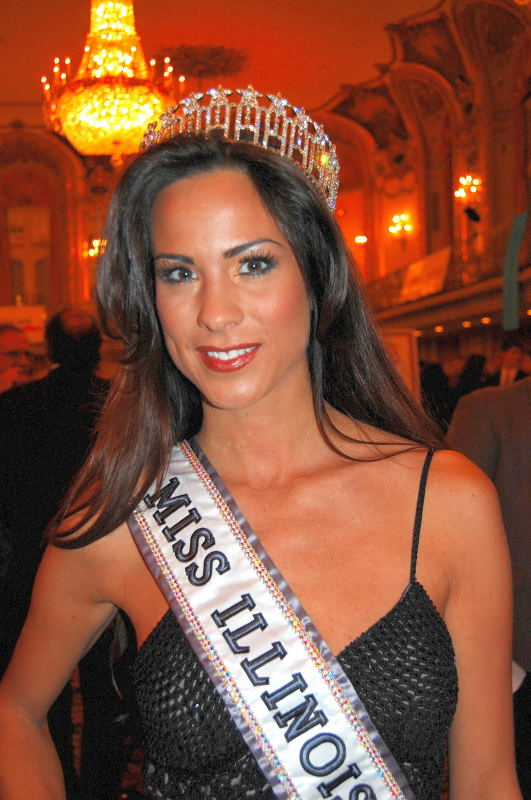
Shanon Lersch Miss Illinois USA 2008
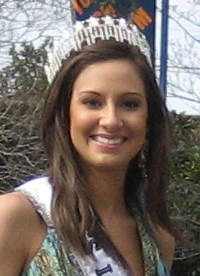
Michelle Berthelot Miss Louisiana USA 2008
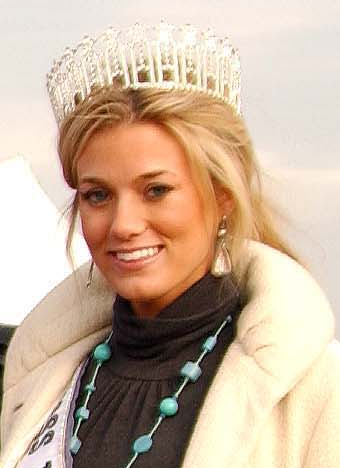
Casandra Tressler Miss Maryland USA 2008
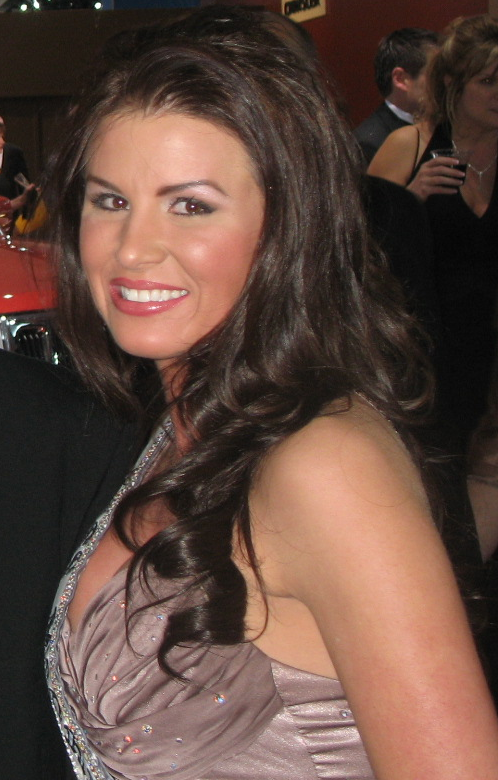
Elisabeth Crawford Miss Michigan USA 2008
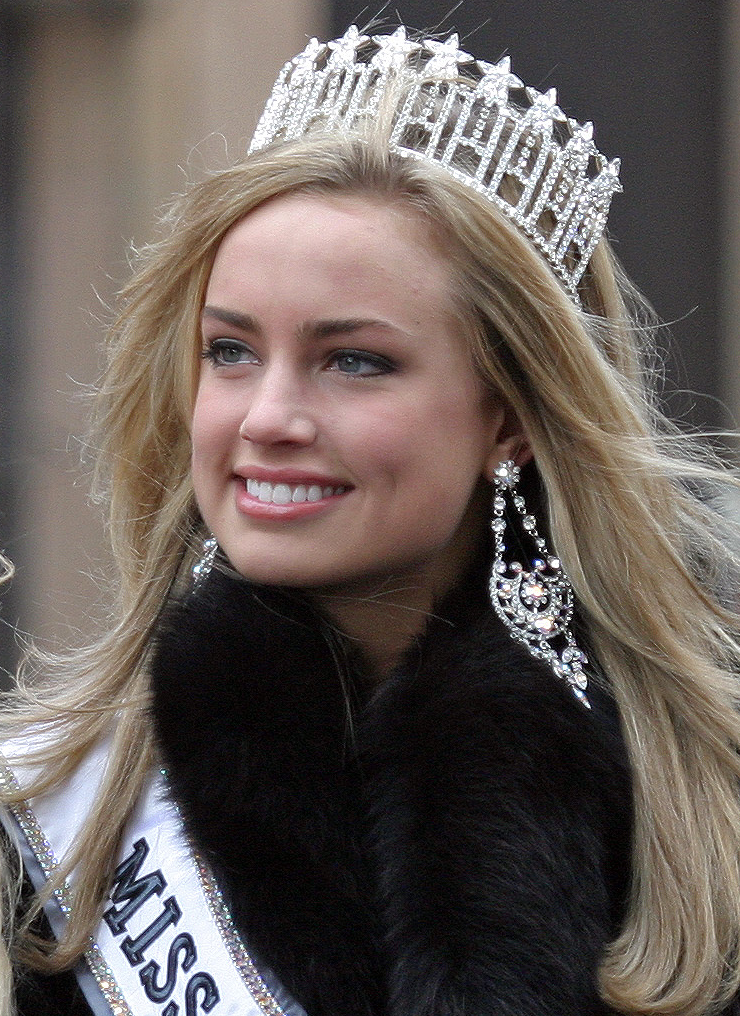
Kaylee Unverzagt Miss Minnesota USA 2008
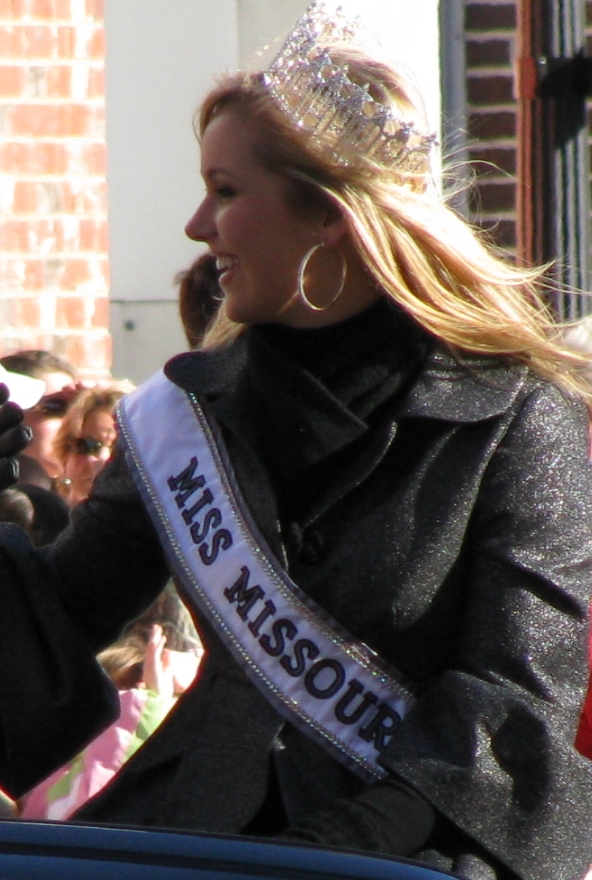
Candice Crawford Miss Missouri USA 2008
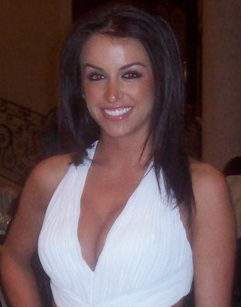
Veronica Grabowski Miss Nevada USA 2008
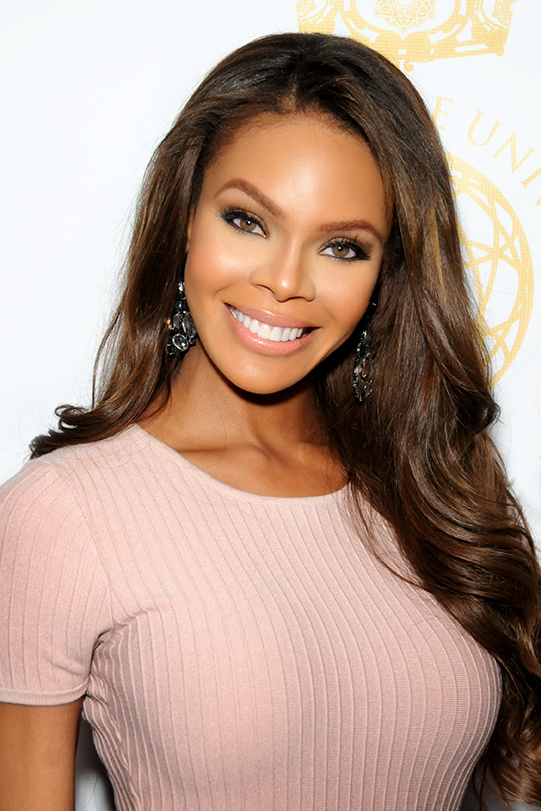
Crystle Stewart (Ganadora de 2008) Miss Texas USA 2008
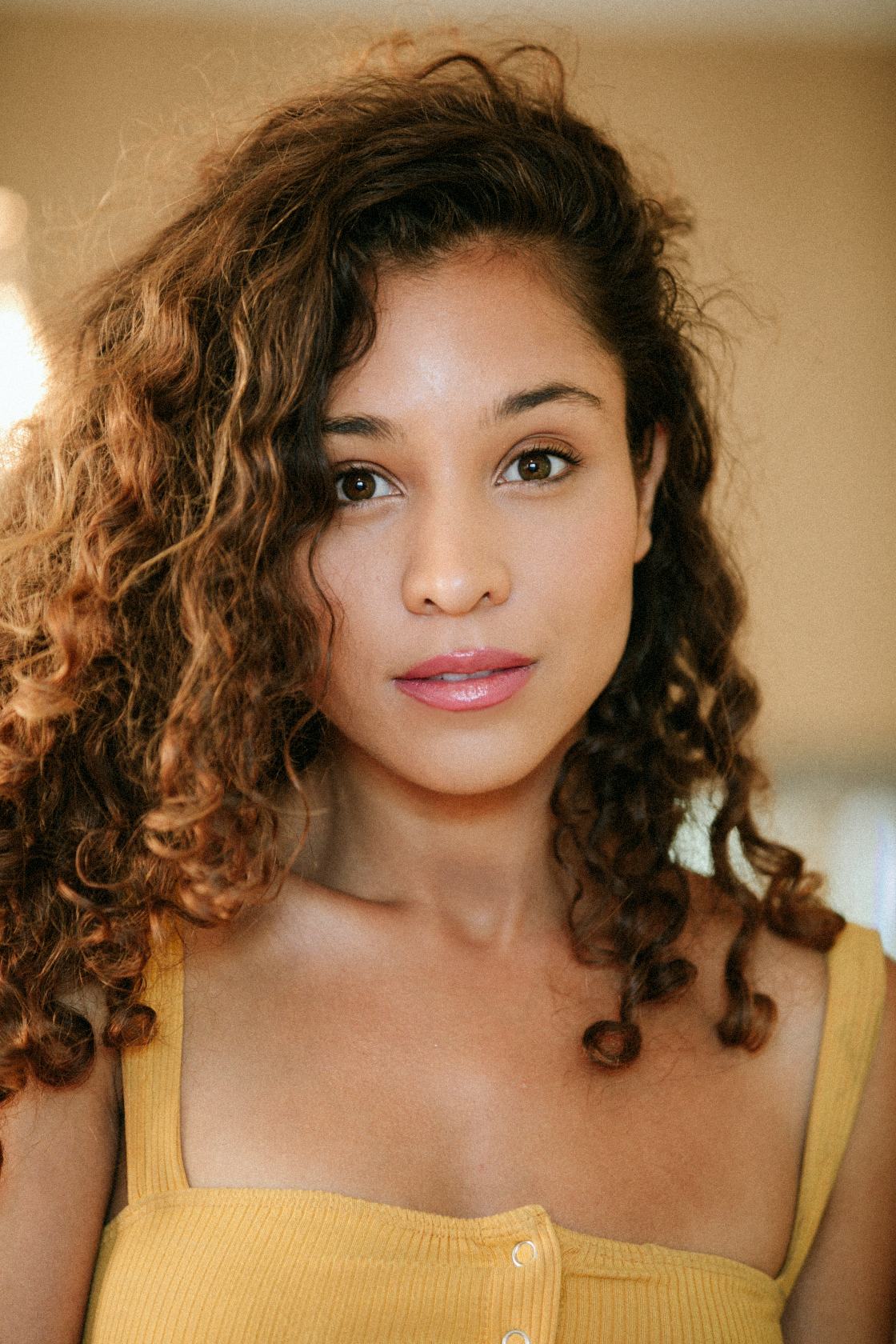
Charlie Buhler Miss South Dakota USA 2008

## Curiosidades
- Cinco delegadas han competido previamente en Miss Teen USA.
  - Kaetlin Parent  (Maine) - previamente Miss Maine Teen USA 2005, no clasificó en Miss Teen USA 2005.
  - Jacqueline Bruno (Massachusetts) - previamente Miss Massachusetts Teen USA 2003, 3.ª finalista en Miss Teen USA 2003.
  - Raelene Aguilar (Nuevo México) - previamente Miss New Mexico Teen USA 2000, no clasificó en Miss Teen USA 2000.
  - Amy Diaz (Rhode Island) - previamente Miss Rhode Island Teen USA 2001, no clasificó en Miss Teen USA 2001.
  - Tori Hall (Virginia) - previamente Miss Virginia Teen USA 2005, Top 10 en Miss Teen USA 2005.

- Tres delegadas han competido previamente en Miss America.
  - Amanda Kozak (Georgia) - previamente Miss Georgia 2006, quedó como 2.ª finalista en Miss America 2007.
  - Tracey Brown (Idaho) - previamente Miss Idaho 2005, ganó el premio de Calidad de Vida en Miss America 2006.
  - Julia Bachison (Utah) - previamente Miss Utah 2005, ganó el premio de la preliminar de Traje de Baño en Miss America 2006.

## Notas sobre las delegadas

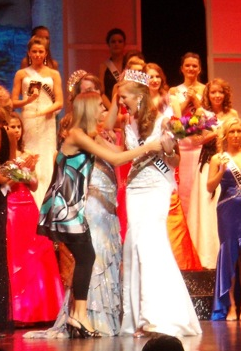
Michelle Gillespie es coronada como Miss Kansas USA 2008.